# Hermann Gmelin
Hermann Ernst Gustav Gmelin (* 8. August 1900 in Wüstenrot; † 7. November 1958 in Kiel) war ein deutscher Romanist.

## Biografie
Gmelin war ein Sohn des Pastors Ernst Gmelin und dessen Ehefrau Lydia Bentel.
An der Universität Tübingen begann Gmelin Romanistik zu studieren und wechselte später (mit denselben Fächern) nach München. Mit seiner Dissertation „Personendarstellung bei den florentinischen Geschichtsschreibern der Renaissance“ konnte er bei Leonardo Olschki (1885–1961) in Heidelberg dieses Studium erfolgreich beenden.
Zwischen 1926 und 1928 wirkte Gmelin als Lektor für deutsche Sprache an der Universität Bologna. Später ging er zurück nach Deutschland und konnte 1930 bei Philipp August Becker in Leipzig seine Habilitation über „Das Prinzip der Imitatio in den romanischen Literaturen der Renaissance“ vorlegen. 1931 heiratete er in Leipzig Charlotte Patzki und hatte mit ihr zwei Töchter und zwei Söhne.
Zum Wintersemester 1931 nahm er einen Ruf als Ordinarius für romanische Philologie an die Technische Universität Danzig an. Hermann Gmelin trat zum 1. Mai 1933 der NSDAP bei (Mitgliedsnummer 3.396.525). Er unterzeichnete im November 1933 das Bekenntnis der Professoren an den deutschen Universitäten und Hochschulen zu Adolf Hitler. 1935 wechselte er in gleicher Funktion an die Universität Kiel und blieb dort bis an sein Lebensende. Gmelin starb im Alter von 58 Jahren am 7. November 1958 in Kiel.

## Rezeption
Gmelin führte die wissenschaftlichen Arbeiten seines Lehrers P. A. Beckers weiter; sein Schwerpunkt war dabei die Untersuchungen der Möglichkeiten bei den französischen und italienischen Petrarkisten der Renaissance. Seine Blankvers-Übersetzung von Dantes „Göttlicher Komödie“ und seine dazu verfassten Kommentare wurden zu einem epochemachenden Beitrag der Dante-Philologie. In diesen Kommentaren ist der Focus ebenfalls (wie schon in seiner Habilitationsschrift) auf das Problem der Imitation gerichtet.

## Werke (Auswahl)
als Autor
- Ada Negri und ihre Autobiographie. In: Günter Reichenkron, Erich Haase (Hrsg.): Formen der Selbstdarstellung. Analekten zu einer Geschichte des literarischen Selbstportraits. Duncker & Humblot, Berlin 1956, S. 87–94
- Der französische Zyklenroman der Gegenwart 1900–1945, Heidelberg 1950
- Die Epochen der französischen Literatur, Urach 1949
- Dantes Weltbild, Urach 1948
- Französische Geistesform in Sainte-Beuve, Renan und Taine, Berlin 1934
- Personendarstellung bei den florentinischen Geschichtsschreibern der Renaissance, Heidelberg 1927
- Das Prinzip der Imitatio in den romanischen Literaturen der Renaissance. In: Romanische Forschungen. Vierteljahrsschrift für romanische Sprachen und Literaturen, Bd. 46 (1932), S. 98–229

als Übersetzer
- Dante: Die göttliche Komödie. Italienisch und deutsch. 3 Bände. Ernst Klett, Stuttgart 1954
  - Nachdruck: Die Göttliche Komödie. Italienisch und Deutsch. Übersetzt und kommentiert von Hermann Gmelin, 6 Bde. dtv, 1988, ISBN 3-423-05916-8.